# Конференция католических епископов Мексики
Конференция католических епископов Мексики  (исп. Conferencia del Episcopado Mexicano, CEM) — коллегиальный орган национального церковно-административного управления Римско-Католической церкви в Мексике. Конференция католических епископов Мексики осуществляет определённые пастырские функции, направленные для решения литургических, дисциплинарных и иных вопросов, свойственных мексиканской католической общине и её положению в мексиканском обществе. Высшим органом Конференции католических епископов Мексики является общее собрание мексиканских епископов и архиепископов. Решения конференции католических епископов Мексики утверждаются Римским папой.

## История
Конференция католических епископов Мексики была создана 27 августа 2001 года.

## Структура
Членами Конференции католических епископов являются все мексиканские епископы и архиепископы, включая иерархов Восточных католических церквей, чьи церковные структуры действуют в Мексике.
Основным руководящим органом Конференции католических епископов Мексики является Президентский совет, состоящий из следующих должностных лиц:
- Президент Конференции католических епископов Мексики (в настоящее время — архиепископ Тлальнепатлы Карлос Агилар Ретес);
- Вице-президент (в настоящее время — архиепископ Морелии Альберто Суарес Инда);
- Генеральный секретарь (в настоящее время — вспомогательный епископ Гвадалахары Хосе Леопольдо Гонсалес Гонсалес);
- Казначей (в настоящее время — епископ Пьедрас Неграс Алонсо Гарса Тревиньо;
- Два постоянных члена

## Деятельность
Конференция католических епископов Мексики уделяет особое внимание в своей деятельности следующим вопросам:
- Распространение католицизма в Мексике;
- Перевод богослужебных книг;
- Поощрение и подготовка желающих принять священнический сан;
- Разработка учебных материалов для катехизации;
- Поощрение и открытие новых католических учебных заведений;
- Поощрение экуменических отношений с другими христианскими конфессиями;
- Углубление отношений со светскими властями;
- Защита человеческой жизни, мира, прав человека и лоббирование вопросов, связанных с этой темой в Парламенте Мексики;
- Обеспечение социальной справедливости и использование средств массовой информации для евангелизации.

## Источник
- Annuario Pontificio, Libreria Editrice Vaticana, Città del Vaticano, 2003, стр. 1011, ISBN 88-209-7422-3